# Трезийе
Трезийе́ (фр. Trésilley) — коммуна во Франции, находится в регионе Франш-Конте. Департамент — Верхняя Сона. Входит в состав кантона Рьоз. Округ коммуны — Везуль.
Код INSEE коммуны — 70507.

## География
Коммуна расположена приблизительно в 320 км к юго-востоку от Парижа, в 24 км севернее Безансона, в 22 км к юго-западу от Везуля.

## Население
Население коммуны на 2010 год составляло 207 человек.
| 1962 | 1968 | 1975 | 1982 | 1990 | 1999 | 2010 |
| ---- | ---- | ---- | ---- | ---- | ---- | ---- |
| 74   | 90   | 103  | 119  | 131  | 148  | 207  |

## Экономика
В 2010 году среди 121 человека трудоспособного возраста (15—64 лет) 92 были экономически активными, 29 — неактивными (показатель активности — 76,0 %, в 1999 году было 67,4 %). Из 92 активных жителей работали 86 человек (44 мужчины и 42 женщины), безработных было 6 (5 мужчин и 1 женщина). Среди 29 неактивных 7 человек были учениками или студентами, 13 — пенсионерами, 9 были неактивными по другим причинам.